# Метвица
Метвица или барска нана, дробна метвица, пољачак (лат. Mentha pulegium), је вишегодишња зељаста биљка из породице уснатица (Lamiaceae, синоним Labiatae).
Користи се за припремање чајева и као зачин при спремању јела.